# Bembidion scenicum
Bembidion scenicum är en skalbaggsart som beskrevs av Thomas Casey. Bembidion scenicum ingår i släktet Bembidion och familjen jordlöpare. Inga underarter finns listade i Catalogue of Life.